# Georges Chedru
Georges Chedru, né le 11 mai 1904 à Goderville et décédé le 13 juillet 1976 à Criquetot-l'Esneval, est un homme politique français.

## Biographie
Il est conseiller général du canton de Criquetot-l'Esneval et maire de Criquetot-l'Esneval.
Il est député de Seine-Maritime de 1966 à 1973 (Républicains Indépendants).